# Marcel Hansenne
Marcel Hansenne (Francia, 24 de enero de 1917-22 de marzo de 2002) fue un atleta francés, especialista en la prueba de 800 m en la que llegó a ser subcampeón olímpico en 1948.

## Carrera deportiva
En los JJ. OO. de Londres 1948 ganó la medalla de plata en los 800 metros, corriéndolos en un tiempo de 1:49.8 segundos, llegando a meta tras el estadounidense Mal Whitfield y el jamaicano Arthur Wint (plata).